# Compañía de Bergen

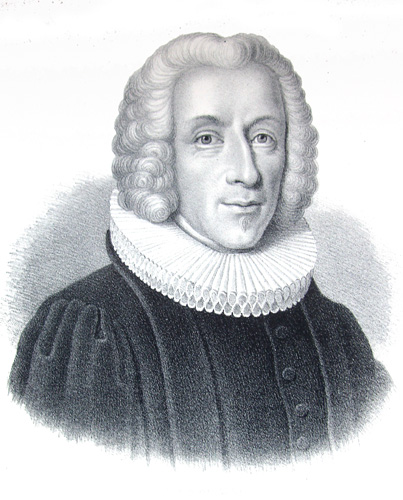
Hans Egede, que estableció la Compañía Bergen en 1721.

La Compañía de Bergen y Groenlandia (en danés: Det Bergen Grønlandske Compagnie) o Compañía de Bergen (Bergenkompagniet ) fue una corporación privada noruego-danesa encargada de fundar y administrar colonias danesas en Groenlandia, llevar a cabo comercio entre el territorio y la metrópolis así como de buscar a cualquier superviviente de los antiguos asentamientos nórdicos en la isla. Funcionó desde 1721 hasta su bancarrota en 1727. Aunque la Compañía de Bergen fracasó inicialmente y sus dos asentamientos fueron destruidos y abandonados, tuvo éxito en el restablecimiento de la soberanía sobre Groenlandia.

## Historia
El ministro luterano noruego Hans Egede estableció la compañía con 9,000 $ en capital de los comerciantes de Bergen, 200 $ del rey danés Federico IV y una subvención anual de 300 $ del Royal Mission College. Los comerciantes esperaban encontrar riqueza mineral fácilmente accesible o, al menos, un entorno de tipo noruego para la producción agrícola. La ayuda del Mission College tenía como objetivo la difusión de la Reforma entre los descendientes de los colonos escandinavos, que se presumía que eran católicos, o habían abandonado el cristianismo por completo. A la compañía se le otorgaron amplios poderes para gobernar la península —como era norma entonces—, levantar su propio ejército y armada, recaudar impuestos y administrar justicia. El rey y su consejo, sin embargo, se negaron a otorgarle derechos de monopolio sobre la caza de ballenas y el comercio en Groenlandia por temor a enemistarse con los neerlandeses.
Partiendo de Bergen el 2 de mayo de 1721, Hans Egede condujo el Haabet y otros dos barcos, hasta Baal's River (el moderno Nuup Kangerlua) y, el 3 de julio, estableció Haabets Colonie en la Haabets Oe, la moderna Kangeq, con su familia y unas pocas docenas de colonos. Casi todos fueron devastados por el escorbuto y la mayoría de los colonos regresaron a casa lo más rápido que pudieron. Solo Egede, su familia y unos pocos se quedaron para recibir dos barcos de suministros en 1722.
Las exploraciones de Egede —ahora por barco— no encontraron supervivientes nórdicos a lo largo de la costa occidental y sus posibilidades de continuar la labor se vieron obstaculizadas por las dos creencias erróneas —prevalentes en ese momento— de que el Asentamiento Oriental estaría ubicado en la costa este de Groenlandia —más tarde se estableció que había estado entre los fiordos del extremo suroeste de la isla— y de que existía un estrecho cerca que comunicaba con la mitad occidental de la isla. De hecho, su expedición de 1723 encontró iglesias y ruinas del asentamiento oriental, pero las consideró como las del Occidental. A finales de año, al no haber encontrado supervivientes nórdicos después de meses de búsqueda, giraron hacia el norte para establecer una estación ballenera en la isla Nipisat y comenzar una misión entre los inuit. La estación ballenera fue rápidamente incendiada por los neerlandeses, cuyos bienes de mejor calidad y menor precio hicieron que las operaciones comerciales de la Compañía Bergen fueran imposibles. La misión resultó ser más exitosa y en 1724 Egede bautizó a sus primeros conversos.
La Compañía de Bergen se declaró en bancarrota en 1727. El rey Federico intentó reemplazarla con una colonia real enviando al mayor Claus Paarss y varias docenas de soldados y convictos para erigir una fortaleza para la colonia en 1728, pero este nuevo asentamiento de Buena Esperanza (Godthaab) también fracasó debido al escorbuto, siendo los colonos repatriados en 1730. Posteriormente, las administraciones dirigidas por corporaciones de Groenlandia se enteraron de la bancarrota de la Compañía de Bergen y recibieron monopolios comerciales en la isla y suficiente apoyo naval para mantenerlos en general.